# Lička pukovnija
Lička pukovnija ili Lička graničarska pukovnija (njem. Liccaner Grenz Infanterie Regiment Nr. 1) bila je osnovana 1746. godine u sastavu Vojne krajine sa sjedištem u Gospiću. Razvojačena je 1873. godine.
Sredinom 18. stoljeća teritorij Hrvatsko-slavonske vojne krajine podijeljen je na nove vojnoupravne jedinice: 4 generalkomande i 12 pukovnija od kojih se svaka dijelila na 12 satnija. Jedna od tih pukovnija bila je i Lička pukovnija. Pukovnija je bila podređena Karlovačkoj generalkomandi, te Dvorskom ratnom vijeću u Beču, odnosno od 1848. godine Zagrebačkoj generalkomandi (Generalkomandi za Hrvatsku i Slavoniju u Zagrebu) i Ministarstvu rata u Beču. 
Lička je pukovnija bila podijeljena na 12 satnija: Zrmanja br. 1, Srb br. 2, Donji Lapac br. 3, Bruvno br. 4, Udbina br. 5, Podlapac br. 6, Gračac br. 7, Lovinac br. 8, Medak br. 9, Kaniža br. 10, Smiljan br. 11 i Osik br. 12. U sjedištu su satnije osim vojnog zapovjedništva bili područni upravni uredi pukovnije, npr. šumarski i zemljišni ured. Temeljna je jedinica sela bila kućna zadruga.
Vlasti u Ličkoj pukovniji bavile su se gradnjom cesta i mostova, osnivanjem škola, organiziranjem zdravstvene skrbi i poštanske službe te srodnim aktivnostima kojima su razvoj u pojedinim ličkim krajolicima nastojale usmjeriti prema vlastitim potrebama. Tada se planski izgrađuje i Gospić kao upravno središte Ličke pukovnije. Zgrada brigade sagrađena je 1767., a zgrada za pukovnika 1798. Stanovi za majora i pukovnikskog liječnika sagrađeni su 1767. Od školskih uprava ovdje je sagrađena i carska dječja škola i jedna vojna matematička škola za pitomce te dvije crkve, jedna katolička (sagrađena 1781., danas gospićka katedrala) i jedna grkokatolička.
Lička, Otočka, Ogulinska i Slunjska pukovnija činile su Karlovačku krajinu. Dok je u Vojnoj krajini nakon 1767. godine svaki dvanaesti stanovnik služio kao vojnik, to je za ostali dio Habsburške Monarhije vrijedilo tek za svakoga šezdesetdrugog stanovnika. Krajišnici su nastupali kao profesionalni vojnici, spremni za pokret na sva europska ratišta. U Krajini je tijekom stoljeća nastalo mješovito stanovništvo autohtonih Hrvata i prebjeglih hrvatskih kmetova kao većinskog naroda, te brojnih vlaških prebjega i manjeg broja srpskih izbjeglica.
Život u Ličkoj pukovniji bio je težak, stanovništvo se bavilo vojnom službom i poljoprivredom, uz vrlo slabo razvijeno gospodarstvo. Dječaci su mogli birati između vojne službe ili odlaska u svećenike. Hrana je bila oskudna. Zbog stalne vojne prijetnje, gotovo svi su imali oružje i bili spremni na ratne sukobe. 
Usprkos brojnim zahtjevima Hrvatskoga sabora, Vojna je krajina razvojačena tek 8. kolovoza 1873. godine, a odluka o ponovnom ujedinjenju s maticom zemljom donesena je 15. srpnja 1881. godine.